# Paul Dietrich Giseke
Paul Dietrich Giseke est un médecin et un botaniste allemand, né le 8 décembre 1741 à Hambourg et mort le 26 avril 1796 dans cette même ville.

## Biographie
Il commence à faire ses études à l’Akademische Gymnasium de Hambourg avant de partir étudier la médecine et la botanique à l’université de Göttingen à partir de 1764. En 1767, il entreprend plusieurs voyages d’études qui le conduisent en France et en Suède. Il se lie d’amitié avec Carl von Linné (1707-1778). Giseke joue un grand rôle dans l’introduction de la méthode linnéenne en Allemagne.
De retour à Hambourg, il commence à exercer la médecine puis devient professeur de physique et de poésie, le 12 décembre 1771, dans son école, l’Akademische Gymnasium. À partir de 1784, il devient le second bibliothécaire de la ville puis le premier en 1794. En 1798, il admis post mortem à l'Académie allemande des sciences Leopoldina.